# Minasgeraisita-(Y)
La minasgeraisita-(Y) és un mineral de la classe dels silicats que es troba desacreditat per l'Associació Mineralògica Internacional com a espècie vàlida des del mes de juny de 2023. Rep el seu nom per trobar-se la localitat tipus a l'estat de Minas Gerais, al Brasil, més el sufix "-(Y)" a causa del domini de l'itri en la composició.

## Característiques
La minasgeraisita-(Y) és un silicat de fórmula química CaBe₂Y₂Si₂O10. Va ser aprovada com a espècie vàlida per l'Associació Mineralògica Internacional l'any 1983 i va ser considerada com una espècie qüestionable durant molts anys, fins que finalment va ser desacreditada quaranta anys després de la seva aprovació, al ser considerada un membre intermedi entre la datolita i la hingganita-(Y). Cristal·litza en el sistema monoclínic. La seva duresa a l'escala de Mohs es troba entre 6 i 7.
Segons la classificació de Nickel-Strunz, la minasgeraisita-(Y) pertany a «09.AJ: Estructures de nesosilicats (tetraedres aïllats), amb triangles de BO₃ i/o B[4], tetraèdres de Be[4], compartint vèrtex amb SiO₄» juntament amb els següents minerals: grandidierita, ominelita, dumortierita, holtita, magnesiodumortierita, garrelsita, bakerita, datolita, gadolinita-(Ce), gadolinita-(Y), hingganita-(Ce), hingganita-(Y), hingganita-(Yb), homilita, melanocerita-(Ce), calcibeborosilita-(Y), stillwellita-(Ce), cappelenita-(Y), okanoganita-(Y), vicanita-(Ce), hundholmenita-(Y), prosxenkoïta-(Y) i jadarita.

## Formació i jaciments
Va ser descoberta a la pegmatita de Jaguaraçu, a l'estat de Minas Gerais, al Brasil. També ha estat descrita al complex del llac Strange, entre les províncies del Quebec i Terranova i Labrador, al Canadà; a Vlastějovice, a Zruč nad Sázavou (Bohèmia, República Txeca); i a la pedrera Krenn, a Tittling (Baviera, Alemanya).